# Fukaurahydra anthoformis
Fukaurahydra anthoformis är en nässeldjursart som beskrevs av Yamada, Konno och Kubota 1977. Fukaurahydra anthoformis ingår i släktet Fukaurahydra och familjen Corymorphidae. Inga underarter finns listade i Catalogue of Life.